# Niente rose per OSS 117
Niente rose per OSS 117 è un film del 1968 diretto da Jean-Pierre Desagnat, Renzo Cerrato e André Hunebelle.
Il film, di produzione italo-francese, si basa sul libro Pas de roses pour OSS 117 di Jean Bruce.